# تيري بورتر (متزحلقة)
تيري بورتر (بالإنجليزية: Terry Porter)‏ هي متزحلقة أمريكية، ولدت في 12 سبتمبر 1953 في كامبريدج في الولايات المتحدة.

## وصلات خارجية
- تيري بورتر على موقع أوليمبيديا (الإنجليزية)